# Dietrich Zilleßen
Dietrich Zilleßen (* 16. Februar 1937 in Jüchen) ist ein deutscher evangelischer Theologe und Religionspädagoge. Er war Professor für Theologie und ihre Didaktik an der Universität zu Köln.
Seit dem Wintersemester 1958/59 studierte Zilleßen an der Universität Köln Philosophie, Pädagogik und Mathematik und zugleich an der Universität Bonn evangelische Theologie. Mit einer Untersuchung der Quaestionen des Heinrich von Harclay promovierte Zilleßen 1965 bei Paul Wilpert an der Universität zu Köln zum Dr. phil. 1970 wurde er ordentlicher Professor an der PH Rheinland.

## Werke
- (Hrsg.), Religionsunterricht und Gesellschaft. Plädoyer für die Freiheit. Düsseldorf 1970.
- (Hrsg.), Religionspädagogisches Werkbuch. Frankfurt a. M. 1972.
- Emanzipation und Religion. Elemente einer Theorie und Praxis der Religionspädagogik. Frankfurt a. M. 1982.
- (Mit Bernd Beuscher), Religion und Profanität. Entwurf einer profanen Religionspädagogik. Weinheim 1998.
- Gegenreligion. Über religiöse Bildung und experimentelle Didaktik. Münster 2004. Rezension von Harald Schroeter-Wittke (2006).
- Luther. Tischgesellschaft bei Brot und Wein (= Studienreihe Luther, Bd. 5). Luther-Verlag, Bielefeld 2015, ISBN 3-7858-0653-1.